# Seksuel kapital
 Der er for få eller ingen kildehenvisninger i denne artikel, hvilket er et problem. Du kan hjælpe ved at angive troværdige kilder til de påstande, som fremføres i artiklen.

Seksuel kapital eller erotisk kapital er en form for social værdifuldhed tildelt et individ som følge af hvor seksuelt attraktiv han eller hun er for majoriteten af hans eller hendes sociale gruppe. Som med andre former for kapital er seksuel kapital konvertibel og kan anvendes til at skaffe andre former for kapital, herunder social kapital og økonomisk kapital.

## Definition

### Økonomi
Den første mere økonomiske definition er baseret på Gary Beckers teori om human kapital og forudsiger, at folk investerer rationelt i at vise deres sexappeal, når de forventer et udbytte af deres investering. Dette definerer han som en form for sundhedskapital, hvilket i sig selv er en form for individuel kapital.

### Sociologi
Den sociologiske definition er baseret på Pierre Bourdieus ide om felter. Denne definition bygger på Bourdieus begreb om kapital. Sociologen Adam Isaiah Green definerer "erotisk kapital" som summen af et individs kvantitet og kvalitet af attributter, han eller hun besidder, og som vækker en erotisk respons i en anden person, herunder udseende og sociokulturel mode. Nogle af disse attributter kan være uforanderlige, så som et individs race eller højde, mens andre kan skaffes kunstigt gennem fitnesstræning, plastikkirurgi, "makeovers" etc. Der findes ikke en enkelt hegemonisk form for erotisk kapital. Tværtimod er forskellige former for kapital ret variable.